# Crematogaster thalia
Crematogaster thalia es una especie de hormiga acróbata del género Crematogaster, categorizada en la tribu Crematogastrini, de la subfamilia Myrmicinae. Fue descrita por Forel en 1911.

## Distribución
Se distribuye por América del Sur: Paraguay.

## Hábitat
Habita en bosques altos. Se ha encontrado a elevaciones de 170 m s. n. m.